# Hashimoto Gahō

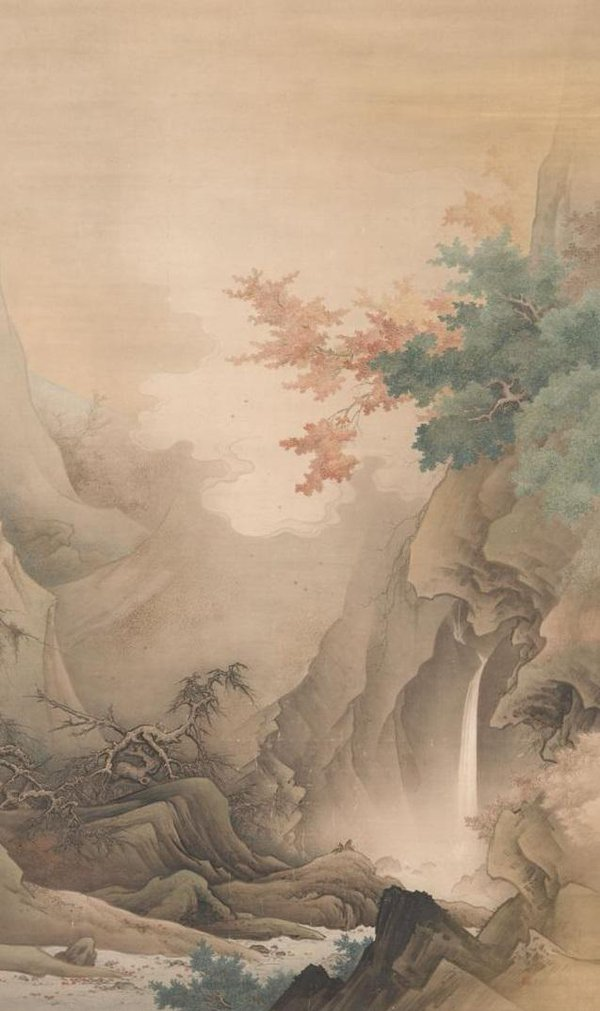

Hashimoto Gahō, född 21 augusti 1835, död 13 januari 1908, var en japansk målare.
Hashimoto var huvudsakligen verksam i Tokyo, och en framstående, om än föga personlig konstnär, som företrädde den äktjapanska traditionen gentemot europeiskt influerade riktningar. 1898 grundade han tillsammans med Okakura Kakuzō en konstskola, Bijutsuin, som hade till uppgift att vårda det gammaljapanska arvet, men som nedlades efter ett par års verksamhet. I sin behärskning av penseltekniken nådde han de stora klassikernas nivå.